# Valentina Ogiyenko
Valentina Vitalyevna Ogiyenko (em russo:  Валентина Витальевна Огиенко; Krasnodar, 26 de maio de 1965) é uma ex-jogadora de voleibol da Rússia que competiu pela União Soviética nos Jogos Olímpicos de 1988, pela Equipe Unificada nas Olimpíadas de 1992 e pela Rússia nos Jogos Olímpicos de 1996.
Em 1988, ela fez parte da equipe soviética que conquistou a medalha de ouro no torneio olímpico, no qual atuou em cinco partidas. Quatro anos depois, ela jogou em cinco confrontos e ganhou a medalha de prata com a equipe unificada no campeonato olímpico de 1992. Ogiyenko esteve na primeira participação da seleção russa em Olimpíadas nos jogos de 1996, participando de sete partidas e finalizando na quarta colocação.